# Festival Internacional de Cine de San Sebastián 2002
La 50.ª edición del Festival Internacional de Cine de San Sebastián tuvo lugar entre el 19 y 28 de septiembre de 2002.

## Jurados
Jurado de la Sección Oficial
- Wim Wenders, director alemán (Presidente)
- Ariane Ascaride, actriz francesa
- Mariano Barroso, director español
- Renato Berta, director de fotografía suizo
- Príncipe Chatri Chalerm Yukol, director tailandés
- Mirtha Ibarra, actriz cubana
- Angela Pope, directora británica

Made in Spain
- Francisco Lombardi, director peruano (Presidente)
- Jorge Gorostiza, director de la Filmoteca Canaria
- Michel Reilhac, director francés

Nuevos Directores
- Bryony Dixon, directora del British Film Institute (Presidenta)
- Alberto Elena, experto de cine español
- Piers Handling, experto de cine canadiense
- Angela Prudenzi, crítica de cine italiana
- Ramon Saizarbitoria, escritor español
- Elias Savada, historiador y crítico de cine español
- Peter Scarlett, director de la Cinemateca Francesa

## Películas

### Sección Oficial
Las 16 películas siguientes compitieron para el premio de la Concha de Oro a la mejor película:
| Título en España                       | Título original                        | Director(es)                                         | País           |
| -------------------------------------- | -------------------------------------- | ---------------------------------------------------- | -------------- |
| Aro Tolbukhin: en la mente del asesino | Aro Tolbukhin: en la mente del asesino | Agustí Villaronga, Lydia Zimmermann, Isaac P. Racine | España         |
| Desenfocado                            | Auto Focus                             | Paul Schrader                                        | Estados Unidos |
| El Leyton                              | El Leyton                              | Gonzalo Justiniano                                   | Chile          |
| El crimen del padre Amaro              | El crimen del padre Amaro              | Carlos Carrera                                       | México         |
| Te quiero para siempre                 | Elsker dig for evigt                   | Susanne Bier                                         | Dinamarca      |
| El mar                                 | Hafið'                                 | Baltasar Kormákur                                    | Islandia       |
| The Winter Song                        | Ghat e-ye zemestani                    | Farhad Mehranfar                                     | Irán           |
| Juntos                                 | Han ni zai yiki                        | Chen Kaige                                           | Turquía        |
| Historias mínimas                      | Historias mínimas                      | Carlos Sorin                                         | Argentina      |
| La vida prometida                      | La vie promise                         | Olivier Dahan                                        | Francia        |
| Los lunes al sol                       | Los lunes al sol                       | Fernando León de Aranoa                              | España         |
| El amante                              | Lyubovnik                              | Valery Todorovsky                                    | Rusia          |
| Pigs Will Fly                          | Pigs Will Fly                          | Eoin Moore                                           | Alemania       |
| Lugares comunes                        | Lugares comunes                        | Adolfo Aristarain                                    | Argentina      |
| Octavia                                | Octavia                                | Basilio Martín Patino                                | España         |
| El buen ladrón                         | The Good Thief                         | Neil Jordan                                          | Reino Unido    |
| El mar que nos mira                    | Umi wa miteita                         | Kei Kumai                                            | Japón          |
| Whale Rider                            | Whale Rider                            | Niki Caro                                            | Australia      |

### Fuera de competición
Las películas siguientes fueron seleccionadas para ser exhibidas fuera de competición: 
Largometrajes
| Título en España         | Título original  | Director(es)        | País      |
| ------------------------ | ---------------- | ------------------- | --------- |
| Jet lag                  | Decalage Horaire | Danièle Thompson    | Francia   |
| La leyenda de Suriyothai | Suriyothai       | Chatrichalerm Yukol | Tailandia |

### Proyecciones especiales
Las películas siguientes fueron seleccionadas para ser exhibidas fuera de competición: 
Largometrajes
| Título en España     | Título original          | Director(es)     | País        |
| -------------------- | ------------------------ | ---------------- | ----------- |
| Encadenados          | Encadenados              | Carlos Rodríguez | España      |
| Lola Montes          | Lola Montes              | Max Ophüls       | Francia     |
| Un hombre sin pasado | Mies vailla menneisyyttä | Aki Kaurismäki   | Finlandia   |
| Morvern Callar       | Morvern Callar           | Lynne Ramsay     | Reino Unido |

### Otras secciones oficiales

#### Perlas
Las 12 películas proyectadas en esta sección son largometrajes inéditos en España, que han sido aclamados por la crítica y/o premiados en otros festivales internacionales. Estas fueron las películas seleccionadas para la secciónː
| Título en España                  | Título original          | Director(es)                   | País           |
| --------------------------------- | ------------------------ | ------------------------------ | -------------- |
| 8 mujeres                         | 8 femmes                 | François Ozon                  | Francia        |
| Todo o nada                       | All or Nothing           | Mike Leigh                     | Reino Unido    |
| Balzac y la joven costurera china | Xiao cai feng            | Dai Sijie                      | China          |
| Ciudad de Dios                    | Cidade de Deus           | Fernando Meirelles, Kátia Lund | Brasil         |
| 24 Hour Party People              | 24 Hour Party People     | Michael Winterbottom           | Reino Unido    |
| Bloody Sunday                     | Bloody Sunday            | Paul Greengrass                | Reino Unido    |
| Bowling for Columbine             | Bowling for Columbine    | Michael Moore                  | Estados Unidos |
| Irreversible                      | Irreversible             | Gaspar Noé                     | Francia        |
| Negocios ocultos                  | Dirty Pretty Things      | Stephen Frears                 | Reino Unido    |
| Salvoconducto                     | Laissez-passer           | Bertrand Tavernier             | Francia        |
| Un hombre sin pasado              | Mies vailla menneisyyttä | Aki Kaurismäki                 | Finlandia      |
| Lunes por la mañana               | Lundi matin              | Otar Iosseliani                | Francia        |
| Morvern Callar                    | Morvern Callar           | Lynne Ramsay                   | Reino Unido    |
| Pasos de baile                    | Pasos de baile           | John Malkovich                 | España         |
| Respiro                           | Respiro                  | Emanuele Crialese              | Italia         |
| El pianista                       | The Pianist              | Roman Polanski                 | Reino Unido    |
| Une part du ciel                  | Une part du ciel         | Bénedicte Liénard              | Francia        |
| Intervención divina               | Yaddon Ilaheyya          | Elia Suleiman                  | Palestina      |

#### Nuevos Directores
Esta sección agrupa los primeros o segundos largometrajes de sus cineastas, inéditos o que solo han sido estrenados en su país de producción y producidos en el último año. Estas fueron las películas seleccionadas para la sección:
| Título en español                   | Título original             | Director(es)       | País            |
| ----------------------------------- | --------------------------- | ------------------ | --------------- |
| En mi piel                          | Dans ma peau                | Marina de Van      | Francia         |
| El traje                            | El traje                    | Alberto Rodríguez  | España          |
| Baby                                | Baby                        | Philipp Stölzl     | Alemania        |
| Carlos contra el mundo              | Carlos contra el mundo      | Chiqui Carabante   | España          |
| Como el gato y el ratón             | Como el gato y el ratón     | Rodrigo Triana     | Colombia        |
| Mi vida empieza hoy                 | Grosse Mädchen Weinen Nicht | Maria von Heland   | Alemania        |
| Hukkle                              | Hukkle                      | György Pálfi       | Hungría         |
| Sang Woo y su abuela                | Jibeuro                     | Lee Jeong-hyang    | Corea del Sur   |
| La espera                           | La espera                   | Aldo Garay         | Uruguay         |
| Los diablos                         | Les diables                 | Christophe Ruggia  | Francia         |
| Con amor, Liza                      | Love Liza                   | Todd Louiso        | Estados Unidos  |
| Morrison y yo                       | Minä ja Morrison            | Lenka Hellstedt    | Finlandia       |
| Paraíso B                           | Paraíso B                   | Nicolás Acuña      | Chile           |
| Las mujeres de verdad tienen curvas | Real Women Have Curves      | Patricia Cardoso   | Estados Unidos  |
| Scherbentanz                        | Scherbentanz                | Chris Kraus        | Alemania        |
| Vivre me tue                        | Vivre me tue                | Jean-Pierre Sinapi | Francia         |
| La excursión                        | Výlet                       | Alice Nellis       | República Checa |
| Yellowknife                         | Yellowknife                 | Rodrigue Jean      | Canadá          |

### Otras secciones

#### Made in Spanish
Sección dedicada a una serie de largometrajes españoles que se estrenan en el año. Estas fueron las películas seleccionadas para la sección:
| Título original            | Director(es)              | País           |
| -------------------------- | ------------------------- | -------------- |
| Bolívar soy yo             | Jorge Alí Triana          | Colombia       |
| Caja negra                 | Luis Ortega               | Argentina      |
| Ciudades oscuras           | Fernando Sariñana         | México         |
| Cofralandes I: Hoy en día  | Raoul Ruiz                | Chile          |
| El juego de la silla       | Ana Katz                  | Argentina      |
| En la ciudad sin límites   | Antonio Hernández         | España         |
| eXXXorcismos               | Jaime Humberto Hermosillo | México         |
| ¿De qué lado estás?        | Eva López Sánchez         | México         |
| Guerreros                  | Daniel Calparsoro         | España         |
| Hable con ella             | Pedro Almodóvar           | España         |
| Intacto                    | Juan Carlos Fresnadillo   | España         |
| La guerrilla de la memoria | Javier Corcuera           | España         |
| La playa de los galgos     | Mario Camus               | España         |
| Mercano, el marciano       | Juan Antin                | Argentina      |
| O invasor                  | Beto Brant                | Brasil         |
| Piedras                    | Ramón Salazar             | España         |
| Volver a vernos            | Paula Rodríguez           | Chile          |
| Raising Victor Vargas      | Peter Sollett             | Estados Unidos |
| Rencor                     | Miguel Albaladejo         | España         |
| Sin noticias de Dios       | Agustín Díaz Yanes        | España         |
| Sudeste                    | Sergio Bellotti           | Argentina      |
| Radio Favela               | Helvécio Ratton           | Brasil         |
| Un día de suerte           | Sandra Gugliotta          | Argentina      |
| Un oso rojo                | Israel Adrián Caetano     | Argentina      |
| Washington Heights         | Alfredo De Villa          | Estados Unidos |

#### Cine en Construcción
Este espacio, coordinado por el propio Festival juntamente con Cinélatino, Rencontres de Toulouse, se exhiben producciones latinoamericanas en fase de postproducción. Estas fueron las películas seleccionadas para la sección:
| Título en original      | Director(es)          | País      |
| ----------------------- | --------------------- | --------- |
| Ataúdes de luz          | Nacho Cerdà           | España    |
| Capital Rancho          | Gabriel Bertini       | Argentina |
| Fuera de juego          | Víctor Arregui        | Ecuador   |
| Suspiros del corazón    | Enrique Gabriel       | Argentina |
| Cautiva                 | Gastón Biraben        | Argentina |
| Grieta                  | Santiago Loza         | Argentina |
| ¡Es para ti!            | Bruno Lázaro Pacheco  | España    |
| La primera noche        | Luis Alberto Restrepo | Colombia  |
| Ojos que no ven         | Francisco Lombardi    | Perú      |
| Siete días siete noches | Joel Cano             | Cuba      |
| Sumas y restas          | Víctor Gaviria        | Colombia  |

### Retrospectivas

#### Retrospectiva. Homenaje aFrancis Ford Coppola
La retrospectiva de ese año fue dedicado a la obra del director estadounidense Francis Ford Coppola, centrándose principalmente en su primeros años.
| Título en español       | Título en original     | Año  |
| ----------------------- | ---------------------- | ---- |
| Apocalypse Now Redux    | Apocalypse Now Redux   | 2001 |
| Corazonada              | One From the Heart     | 1981 |
| La ley de la calle      | Rumble Fish            | 1983 |
| La conversación         | The Conversation       | 1974 |
| Cotton Club             | Cotton Club            | 1984 |
| El padrino              | The Godfather          | 1972 |
| El padrino II           | The Godfather: Part II | 1974 |
| El padrino III          | The Godfather III      | 1991 |
| Llueve sobre mi corazón | The Rain People        | 1969 |

#### Retrospectiva. Conocer AMichael Powell
La retrospectiva de ese año fue dedicado a la obra del director, actor y guionista estadounidense Michael Powell (1905-1990). Se proyectó la mayor parte de su filmografía.
| Título en español                 | Título en original                  | Año  |
| --------------------------------- | ----------------------------------- | ---- |
| Rynox                             | Rynox                               | 1931 |
| Hotel Splendide                   | Hotel Splendide                     | 1932 |
| His Lordship                      | His Lordship                        | 1932 |
| Red Ensign                        | Red Ensign                          | 1934 |
| Something Always Happens          | Something Always Happens            | 1934 |
| Los incendiarios                  | The Fire Raisers                    | 1934 |
| The Night of the Party            | The Night of the Party              | 1935 |
| The Phantom Light                 | The Phantom Light                   | 1935 |
| Her Last Affaire                  | Her Last Affaire                    | 1935 |
| The Love Test                     | The Love Test                       | 1935 |
| Lazybones                         | Lazybones                           | 1935 |
| Crown v. Stevens                  | Crown v. Stevens                    | 1936 |
| The Edge of the World             | The Edge of the World               | 1937 |
| El león tiene alas                | The Lion Has Wings                  | 1939 |
| El espía negro                    | The Spy in Black                    | 1939 |
| El ladrón de Bagdad               | The Thief of Bagdad                 | 1940 |
| Espías en el mar                  | Contraband                          | 1940 |
| Los invasores                     | 49th Parallel                       | 1941 |
| One of Our Aircraft Is Missing    | One of Our Aircraft Is Missing      | 1942 |
| Vida y muerte del Coronel Blimp   | The Life and Death of Colonel Blimp | 1943 |
| Un cuento de Canterbury           | A Canterbury Tale                   | 1944 |
| The Volunteer                     | The Volunteer                       | 1944 |
| Sé a dónde voy                    | I Know Where I'm Going!             | 1945 |
| A vida o muerte                   | A Matter of Life and Death          | 1946 |
| Narciso Negro                     | Black Narcissus                     | 1947 |
| Las zapatillas rojas              | The Red Shoes                       | 1948 |
| The Small Back Room               | The Small Back Room                 | 1949 |
| El libertador                     | The Elusive Pimpernel               | 1950 |
| Los cuentos de Hoffmann           | The Tales of Hoffmann               | 1951 |
| Corazón salvaje                   | The Wild Heart                      | 1952 |
| Oh, Rosalinda!                    | Oh, Rosalinda!                      | 1955 |
| The Sorcerer's Apprentice (corto) | The Sorcerer's Apprentice (corto)   | 1955 |
| La Batalla del Río de la Plata    | The Battle of the River Plate       | 1956 |
| Emboscada nocturna                | Ill Met by Moonlight                | 1957 |
| Luna de miel                      | Honeymoon                           | 1959 |
| El fotógrafo del pánico           | Peeping Tom                         | 1960 |
| The Queen's Guards                | The Queen's Guards                  | 1961 |
| Bluebeard's Castle (documental)   | Bluebeard's Castle (documental)     | 1963 |
| Corazones en fuga                 | Age of Consent                      | 1969 |
| The Boy Who Turned Yellow         | The Boy Who Turned Yellow           | 1972 |
| Return to the Edge of the World   | Return to the Edge of the World     | 1978 |

#### Retrospectiva. Conocer AVolker Schlöndorff
La retrospectiva de ese año fue dedicado a la obra del director alemán Volker Schlöndorff.
| Título en español                                      | Título en original                                     | Año  |
| ------------------------------------------------------ | ------------------------------------------------------ | ---- |
| El joven Törless                                       | Der junge Törless                                      | 1966 |
| Degree of Murder                                       | Mord und Totschlag                                     | 1967 |
| El rebelde                                             | Michael Kohlhaas - Der Rebell                          | 1969 |
| Baal (TV)                                              | Baal (TV)                                              | 1970 |
| La repentina riqueza de los pobres de Kombach (TV)     | Der plötzliche Reichtum der armen Leute von Kombach    | 1971 |
| Fuego de paja                                          | Strohfeuer                                             | 1972 |
| El honor perdido de Katharina Blum                     | Die Verlorene Ehre der Katharina Blum                  | 1975 |
| Tiro de gracia                                         | Der Fangschuß                                          | 1976 |
| Alemania en Otoño                                      | Deutschland im Herbst                                  | 1978 |
| El tambor de hojalata                                  | Die Blechtrommel                                       | 1979 |
| Círculo de engaños                                     | Die Fälschung                                          | 1981 |
| El amor de Swann                                       | Un Amour de Swann                                      | 1983 |
| Muerte de un viajante (TV)                             | Death of a Salesman                                    | 1985 |
| Viejos recuerdos de Luisiana (TV)                      | A Gathering of Old Men                                 | 1987 |
| El cuento de la criada                                 | The Handmaid's Tale                                    | 1990 |
| El viajero                                             | Homo faber                                             | 1991 |
| Billy Wilder habla (miniserie TV)                      | Billy Wilder Speaks                                    | 1992 |
| El ogro                                                | Der Unhold                                             | 1996 |
| Palmetto                                               | Palmetto                                               | 1998 |
| El silencio tras el disparo                            | Die Stille nach dem Schuss                             | 2000 |
| Ein Produzent hat Seele oder er hat keine (documental) | Ein Produzent hat Seele oder er hat keine (documental) | 2002 |

#### Retrospectiva Temática: 50 de los 50
La organización del festival hace una selección de las obras maestras que se han mostrado en sus 50 años de historia.
| Título en España                       | Título original                                                | Director(es)              | País           | Año  |
| -------------------------------------- | -------------------------------------------------------------- | ------------------------- | -------------- | ---- |
| Al final de la escapada                | À bout de souffle                                              | Jean-Luc Godard           | Francia        | 1960 |
| Un lugar en el sol                     | A Place in the Sun                                             | George Stevens            | Estados Unidos | 1951 |
| Eva al desnudo                         | All About Eve                                                  | Joseph L. Mankiewicz      | Estados Unidos | 1950 |
| Ana                                    | Ana                                                            | Alberto Lattuada          | Italia         | 1950 |
| Letters from China (Before Spring)     | Letters from China (Before Spring)                             | Joris Ivens               | China          | 1958 |
| Bienvenido, Míster Marshall            | Bienvenido, Míster Marshall                                    | Luis García Berlanga      | España         | 1953 |
| Caín adolescente                       | Caín adolescente                                               | Román Chalbaud            | Venezuela      | 1959 |
| Corazón de piedra                      | Das Kalte Herz                                                 | Paul Verhoeven II         | RFA            | 1950 |
| Mi desconfiada esposa                  | Designing Woman                                                | Vincente Minnelli         | Estados Unidos | 1957 |
| Don Quijote                            | Don Kikhot                                                     | Grigori Kozintsev         | URSS           | 1957 |
| Drácula                                | Drácula                                                        | Terence Fisher            | Reino Unido    | 1958 |
| Dos hombres y un armario (corto)       | Roman Polanski                                                 | Polonia                   | 1958           |      |
| El jefe                                | El jefe                                                        | Fernando Ayala            | Argentina      | 1958 |
| El portero                             | El portero                                                     | Miguel M. Delgado         | México         | 1950 |
| De aquí a la eternidad                 | From Here to Eternity                                          | Fred Zinnemann            | Estados Unidos | 1953 |
| El ferroviario                         | Il Ferroviere                                                  | Pietro Germi              | Italia         | 1956 |
| La invasión de los ladrones de cuerpos | Invasion of the Body Snatchers                                 | Don Siegel                | Estados Unidos | 1956 |
| Johnny Guitar                          | Johnny Guitar                                                  | Nicholas Ray              | Estados Unidos | 1954 |
| Las noches de Cabiria                  | Le notti di Cabiria                                            | Federico Fellini          | Italia         | 1957 |
| La vida por delante                    | La vida por delante                                            | Fernando Fernán Gómez     | España         | 1958 |
| Mujeres soñadas                        | Les belles de nuit                                             | René Clair                | Francia        | 1952 |
| Los cuatrocientos golpes               | Les Quatre Cents Coups                                         | François Truffaut         | Francia        | 1959 |
| Los golfos                             | Los golfos                                                     | Carlos Saura              | España         | 1959 |
| Los olvidados                          | Los olvidados                                                  | Luis Buñuel               | México         | 1950 |
| Una aventurera en Macao                | Macao                                                          | Josef von Sternberg       | Estados Unidos | 1952 |
| La pradera sin ley                     | Man Without a Star                                             | King Vidor                | Estados Unidos | 1955 |
| Me siento rejuvenecer                  | Monkey Business                                                | Howard Hawks              | Estados Unidos | 1952 |
| Muerte de un ciclista                  | Muerte de un ciclista                                          | Juan Antonio Bardem       | España         | 1955 |
| El pintor y la ciudad (corto)          | O Pintor e a Cidade                                            | Manoel de Oliveira        | Portugal       | 1956 |
| La ley del silencio                    | On the Waterfront                                              | Elia Kazan                | Estados Unidos | 1954 |
| La ladrona, su padre y el taxista      | Peccato che sia una canaglia                                   | Alessandro Blasetti       | Italia         | 1954 |
| Manos peligrosas                       | Pickup on South Street                                         | Samuel Fuller             | Estados Unidos | 1953 |
| Cenizas y diamantes                    | Popiól I Diament                                               | Andrzej Wajda             | Polonia        | 1958 |
| Rio, 40 graus                          | Rio, 40 graus                                                  | Nelson Pereira dos Santos | Brasil         | 1956 |
| Siete novias para siete hermanos       | Seven Brides for Seven Brothers                                | Stanley Donen             | Estados Unidos | 1954 |
| Sombras                                | Shadows                                                        | John Cassavetes           | Estados Unidos | 1959 |
| La bella de Moscú                      | Silk Stockings                                                 | Rouben Mamoulian          | Estados Unidos | 1957 |
| Fresas salvajes                        | Smultronstället                                                | Ingmar Bergman            | Suecia         | 1957 |
| El crepúsculo de los dioses            | Sunset Blvd.                                                   | Billy Wilder              | Estados Unidos | 1950 |
| Cautivos del mal                       | The Bad and the Beautiful                                      | Vincente Minnelli         | Estados Unidos | 1952 |
| Los sobornados                         | The Big Heat                                                   | Fritz Lang                | Estados Unidos | 1953 |
| Ultimátum a la Tierra                  | The Day the Earth Stood Still                                  | Robert Wise               | Estados Unidos | 1951 |
| El quinteto de la muerte               | The Ladykillers                                                | Alexander Mackendrick     | Reino Unido    | 1955 |
| Objetivo: banco de Inglaterra          | The League of Gentlemen                                        | Basil Dearden             | Reino Unido    | 1960 |
| Historia de una monja                  | The Nun's Story                                                | Fred Zinnemann            | Estados Unidos | 1959 |
| Cazador de forajidos                   | The Tin Star                                                   | Anthony Mann              | Estados Unidos | 1957 |
| Sed de mal                             | Touch of Evil                                                  | Orson Welles              | Estados Unidos | 1958 |
| Nubes flotantes                        | Ukigumo                                                        | Mikio Naruse              | Japón          | 1955 |
| Un condenado a muerte se ha escapado   | Un condamné à mort s'est échappé ou Le vent souffle où il veut | Robert Bresson            | Francia        | 1956 |
| Vértigo                                | Vértigo                                                        | Alfred Hitchcock          | Estados Unidos | 1958 |

## Palmarés

### Premios oficiales[11]
Ganadores de la Sección Oficial del 50.º Festival Internacional de Cine de San Sebastián de 2002:
- Concha de Oro a la mejor película: Los lunes al sol, de Fernando León de Aranoa
- Premio Especial del Jurado: Historias mínimas, de Carlos Sorín
- Concha de plata al mejor Director: Chen Kaige por Juntos
- Concha de plata a la mejor Actriz: Mercedes Sampietro, por Lugares comunes
- Concha de plata al mejor Actor: Liu Peiqi por Juntos
- Premio del jurado a la mejor fotografía: Sergey Mikhalchuk por El amante
- Premio del jurado al mejor Guion: (ex aequo) Adolfo Aristarain por Lugares comunes y Gennady Ostrovsky por El amante

### Premios honoríficos

#### Premio Donostia
- Jessica Lange[12]
- Dennis Hopper[13]
- Bob Hoskins[14]
- Francis Ford Coppola

### Otros premios oficiales
- Premio Nuevos Directores: La excursión de Alice Nellis

Mención especial: Sang Woo y su abuela de Lee Jeong-hyang
Mención especial: Wenn der Richtige kommt de Oliver Paulus, Stefan Hillebrand Paulus
- Premio Made in Spanish: Raising Victor Vargas de Peter Sollett

Mención especial: El juego de la silla de Ana Katz
- Premio Perla del Público: Bowling for Columbine de Michael Moore
- Premio de la Juventud: Las mujeres de verdad tienen curvas de Patricia Cardoso

#### Premios de la industria
- Premios Cine en Construcción: Fuera de juego de Víctor Arregui

### Otros premios
- Premio del CEC (Círculo de Escritores Cinematográficos): Los lunes al sol de Fernando León de Aranoa
- Gran Premio FIPRESCI: Un hombre sin pasado de Aki Kaurismäki
- Premio FIPRESCI: Historias mínimas de Carlos Sorín
- Premio CICAE: Historias mínimas de Carlos Sorín
- Premio SIGNIS: Los lunes al sol, de Fernando León de Aranoa
  - Nuevos realizadores: Sang Woo y su abuela de Lee Jeong-hyang

Mención especial: Historias mínimas de Carlos Sorín
- Premio GEHITU-Asociación de Gays y Lesbianas del País Vasco: The Winter Song de Farhad Mehranfar